# Кочура Максим Юрійович
Максим Юрійович Кочура (7 січня 1979, Нікополь, Дніпропетровська область, Українська РСР — 28 травня 2016, с. Новоселівка, Ясинуватський район, Донецька область, Україна) — солдат Збройних сил України, учасник війни на сході України, кулеметник (13-й окремий мотопіхотний батальйон, 58-ма окрема мотопіхотна бригада).
Загинув внаслідок підриву на міні автомобіля ЗІЛ.
По смерті залишилися дружина та син.
Похований на Свіштовському кладовищі м. Кременчук, Полтавська область.

## Нагороди
Указом Президента України № 48/2017 від 27 лютого 2017 року «за особисту мужність, виявлену у захисті державного суверенітету та територіальної цілісності України, самовіддане виконання військового обов'язку» нагороджений орденом «За мужність» III ступеня (посмертно).